# Gunn Wållgren-stipendiet
Gunn Wållgren-stipendiet, stipendierna ur Gunn Wållgrens minnesfond utdelas gemensamt av Kungliga Dramatiska Teatern, Kungliga Operan och Kungliga Musikaliska Akademien till "konstnärligt förtjänta dramatiska och lyriska artister". Minnesfonden instiftades 1984.
Sven Ståhl verkade under decennier som teaterkritiker. Vid sidan av sin teaterkritik bedrev han tillsammans med en kompanjon en restaurangrörelse vars intäkter kom att ligga till grund för Gunn Wållgren-stipendiet.

## Stipendiater
- 1987 – operasångaren Inger Blom, skådespelaren Pernilla Östergren, Greta Witzansky
- 1988 – operasångaren Lena Nordin, skådespelaren Marie Richardsson
- 1989 – operasångaren Ingrid Tobiasson, skådespelaren Lena Endre
- 1990 – operasångaren Gunnar Lundberg, skådespelaren Helena Bergström
- 1991 – operasångaren Magnus Lindén, skådespelaren Kristina Törnqvist
- 1992 – operasångaren Katarina Dalayman, skådespelaren Thérèse Brunnander
- 1993 – operasångaren Jan Kyhle, skådespelaren Sif Ruud och Birgitta Valberg
- 1994 – operasångaren Jonas Degerfeldt, skådespelaren Stina Ekblad
- 1995 – operasångaren Lisa Gustafsson, skådespelaren Nadja Weiss
- 1996 – operasångaren Lars Erik Jonsson, skådespelaren Anna Björk
- 1997 – operasångaren Lena Hoel, skådespelaren Elin Klinga
- 1998 – operasångaren Ola Eliasson, skådespelaren Gunnel Fred
- 1999 – operasångaren Miah Persson, skådespelaren Maria Bonnevie
- 2000 – operasångaren Klas Hedlund, skådespelaren Melinda Kinnaman
- 2003 – operasångaren Martina Dike, skådespelaren Jonas Malmsjö
- 2004 – operasångaren Emma Vetter, skådespelaren Tanja Svedjeström
- 2005 – operasångaren Niklas Björling Rygert, skådespelaren  Johan Holmberg
- 2006 – operasångaren Margareta Hallin, operasångaren Michael Weinius, skådespelaren Livia Millhagen, skådespelaren Börje Ahlstedt
- 2007 – operasångaren Maria Fontosh, skådespelaren Nina Fex
- 2009 – operasångaren Elin Rombo, skådespelaren Malin Ek
- 2010 – operasångaren Johan Edholm, skådespelaren Magnus Ehrner
- 2011 – operasångaren Katarina Leosson, skådespelaren Kicki Bramberg
- 2012 – operasångaren Ola Eliasson, skådespelaren Thomas Hanzon
- 2013 – operasångaren Marianne Eklöf, skådespelaren Ingela Olsson[1]
- 2014 – operasångaren Marianne Hellgren Staykov, skådespelaren Per Mattsson[2]
- 2015 – operasångaren Sara Olsson, skådespelaren Lotta Tejle[3]
- 2016 - operasångaren John Erik Eleby, skådespelaren Magnus Roosmann[4]
- 2017 - operasångaren Katarina Dalayman, skådespelaren Rebecka Hemse[5]
- 2018 - operasångaren Karl-Magnus Fredriksson, skådespelaren Reine Brynolfsson[6]
- 2019 - operasångaren Miriam Treichl, skådespelaren Irene Lindh[7]
- 2020 – operasångaren Anne Sofie von Otter, skådespelaren Pierre Wilkner
- 2021 – operasångaren Jeremy Carpenter, skådespelaren Ellen Jelinek
- 2022 – operasångaren Christina Nilsson, skådespelaren Per Svensson
- 2023 – operasångaren Jens Persson Hertzman, skådespelaren Hulda Lind Jóhannsdóttir
- 2024 – operasångaren Johanna Rudström, skådespelaren David Fukamachi Regnfors[8]